# Marusyllus hamifer
Espèce
Synonymes
- Yllenus hamifer Simon, 1895

Marusyllus hamifer est une espèce d'araignées aranéomorphes de la famille des Salticidae.

## Distribution
Cette espèce est endémique de Mongolie.

## Description
Le mâle mesure 6 mm et les femelles de 6 à 7 mm.
La carapace du mâle décrit par Logunov et Marusik en 2003 mesure 2,55 mm de long sur 2,00 mm et l'abdomen 2,60 mm de long sur 1,95 mm et la carapace de la femelle mesure 2,63 mm de long sur 2,05 mm et l'abdomen 3,25 mm de long sur 2,85 mm.

## Publication originale
- Simon, 1895 : Arachnides recueillis par M. G. Potanine en Chine et en Mongolie (1876-1879). Bulletin de l'Académie impériale des sciences de Saint-Pétersbourg, sér. 5, vol. 2, p. 331-345 (texte intégral).